# Briza calotheca
Briza calotheca är en gräsart som först beskrevs av Carl Bernhard von Trinius, och fick sitt nu gällande namn av Eduard Hackel. Briza calotheca ingår i släktet darrgrässläktet, och familjen gräs. Inga underarter finns listade i Catalogue of Life.